# Sunny Leone
Sunny Leone, vlastním jménem Karen Malhotrová (* 13. května 1981, Sarnia, Kanada) je kanadská herečka, modelka a pornohvězda indického původu. V červnu 2010 ji časopis Maxim zařadil mezi dvanáct nejvýraznějších osobností současného pornoprůmyslu.

## Kariéra

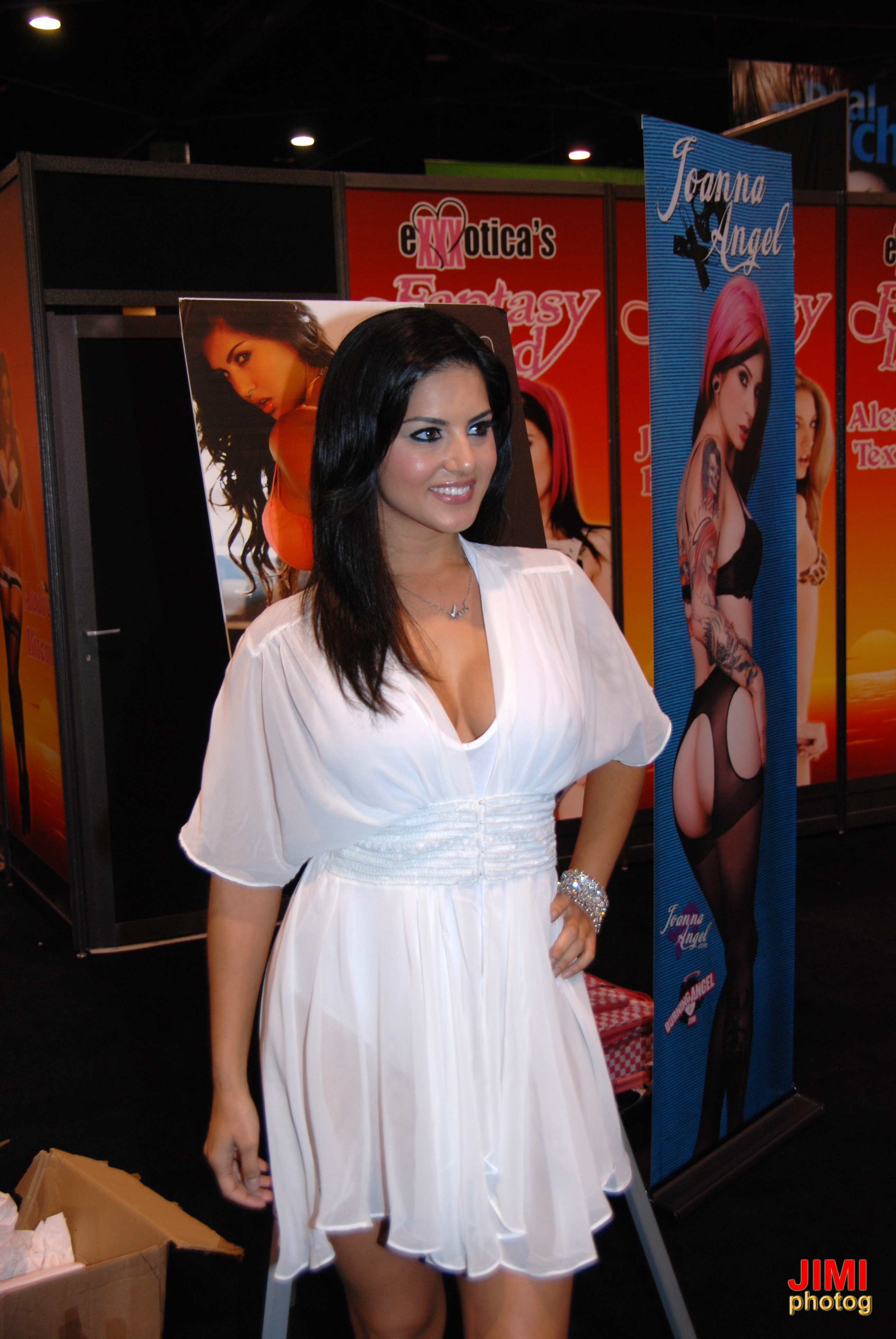
Sunny Leone na veletrhu Exxxotica Miami v květnu 2010

Narodila se 13. května 1981 ve městě Sarnia (provincie Ontario) v rodině věřících sikhů. Navštěvovala katolickou základní školu, vynikala ve sportu, zpěvu a tanci, chtěla být požárnicí nebo kosmonautkou. V roce 1996 se rodina přestěhovala za příbuznými do Kalifornie (vzpomíná na kulturní šok z amerického způsobu života a stesk po rodné Kanadě). Tady po ukončení střední školy Karen pracovala v pekařství a u benzinové pumpy, navštěvovala kursy pro dětské zdravotní sestry, kde ji spolužačka přemluvila, aby zkusila štěstí v modelingu. Od roku 2001 pózovala pod jménem Sunny Leone pro časopisy Penthouse, Hustler a High Society, v roce 2003 byla vyhlášena dívkou roku časopisu Penthouse (jako vůbec první Indka). V roce 2005 podepsala smlouvu se společností Vivid Entertainment produkující filmy pro dospělé, zprvu natáčela jen lesbické scény, od roku 2007 se v jejích filmech objevuje také pohlavní styk s muži (například The Other Side of Sunny). Obdržela řadu ocenění, například Cenu AVN (tzv. pornooskar) pro rok 2010 za nejlepší internetovou prezentaci nebo fanouškovskou cenu F.A.M.E. 2010 za nejkrásnější ňadra. Od roku 2009 také produkuje a režíruje vlastní filmy (například Gia), podniká i v dalších oblastech: spolupracuje s časopisy zaměřenými na fitness, uvedla na trh iPhone aplikaci se svými fotografiemi, má vlastní značku erotických pomůcek. Také navrhla sérii diamantových šperků, prodávají se i skateboardy s její podobiznou.

## Veřejná činnost
Netají se tím, že by se ráda prosadila také v "normálním" showbussinesu. V roce 2005 moderovala udělování indických cen MTV (v Indii je velmi populární, bývá nazývána "indická Marilyn Monroe"). Hrála v Bollywoodském dobrodružném filmu režiséra Marka Rateringa Pirátská krev. Menší role měla také v amerických nezávislých filmech Middle Men a Poslední panic. Vystupovala také v reality show My Bare Lady, zúčastnila se Světové pokerové série, účinkovala ve videoklipu rapera Ja Rule.
V roce 2004 se připojila ke kampani "No More Bush Girls", když si na protest proti politice amerického prezidenta George W. Bushe vyholila pubické ochlupení (slovní hříčka se jménem Bush=křoví).

## Soukromý život
Bydlí v Sacramentu, má kanadské i americké občanství. Byla zasnoubená s manažerem společnosti Playboy Mattem Eriksonem, s nímž také natočila většinu svých hardcore scén. Po rozchodu s ním měla krátké vztahy s hudebníkem Danielem Weberem, komikem Russelem Petersem a pornohercem Arielem Kingem. Jejími zálibami jsou sport (jezdí na koni, hraje fotbal a lední hokej), literatura a abstraktní malířství, chov koček, pletení a cestování, má ráda italskou kuchyni, počítačové hry a sledování seriálu Simpsonovi.